# شاين بيكوك (لاعب هوكي الجليد)
شاين بيكوك (بالألمانية: Shane Peacock)‏ هو لاعب هوكي الجليد كندي وألماني، ولد في 7 يوليو 1973 في إدمونتون في كندا.

## وصلات خارجية
- شاين بيكوك على موقع دوري الهوكي الوطني (الإنجليزية)
- شاين بيكوك على موقع EliteProspects.com (الإنجليزية)
- شاين بيكوك على موقع Eurohockey.com (الإنجليزية)
- شاين بيكوك على موقع HockeyDB.com (الإنجليزية)